# Эскимо с Хоккайдо
Эскимо с Хоккайдо - роман американского писателя Айзека Адамсона. Издан на русском языке издательством «Эксмо» году.

## Сюжет
Журналист со стажем, web-редактор молодёжного сайта, Билли Чака едет на остров Хоккайдо в отпуск. Он поселяется в отеле «Кис-кис», подозрительно кишащий кошками. В отеле постояльцу предлагают выбрать «сожителя» из тридцати трех пород, официально признанных Японской ассоциацией любителей кошек (такими породами являются, например, пикси-боб, норвежская лесная или американская жесткошерстная).
Портье отеля приносит Билли полотенца в номер, даёт ему визитку, а после таинственным образом погибает. В ту же ночь умирает от передозировки наркотиков рок-звезда - кумир японских подростков.
Позже Билли Чака находит на местном рынке журнал с погибшим музыкантом на обложке. На плече певца - тату в виде птицы, как на визитке портье.